# Drüaszok

Evelyn De Morgan: Drüasz

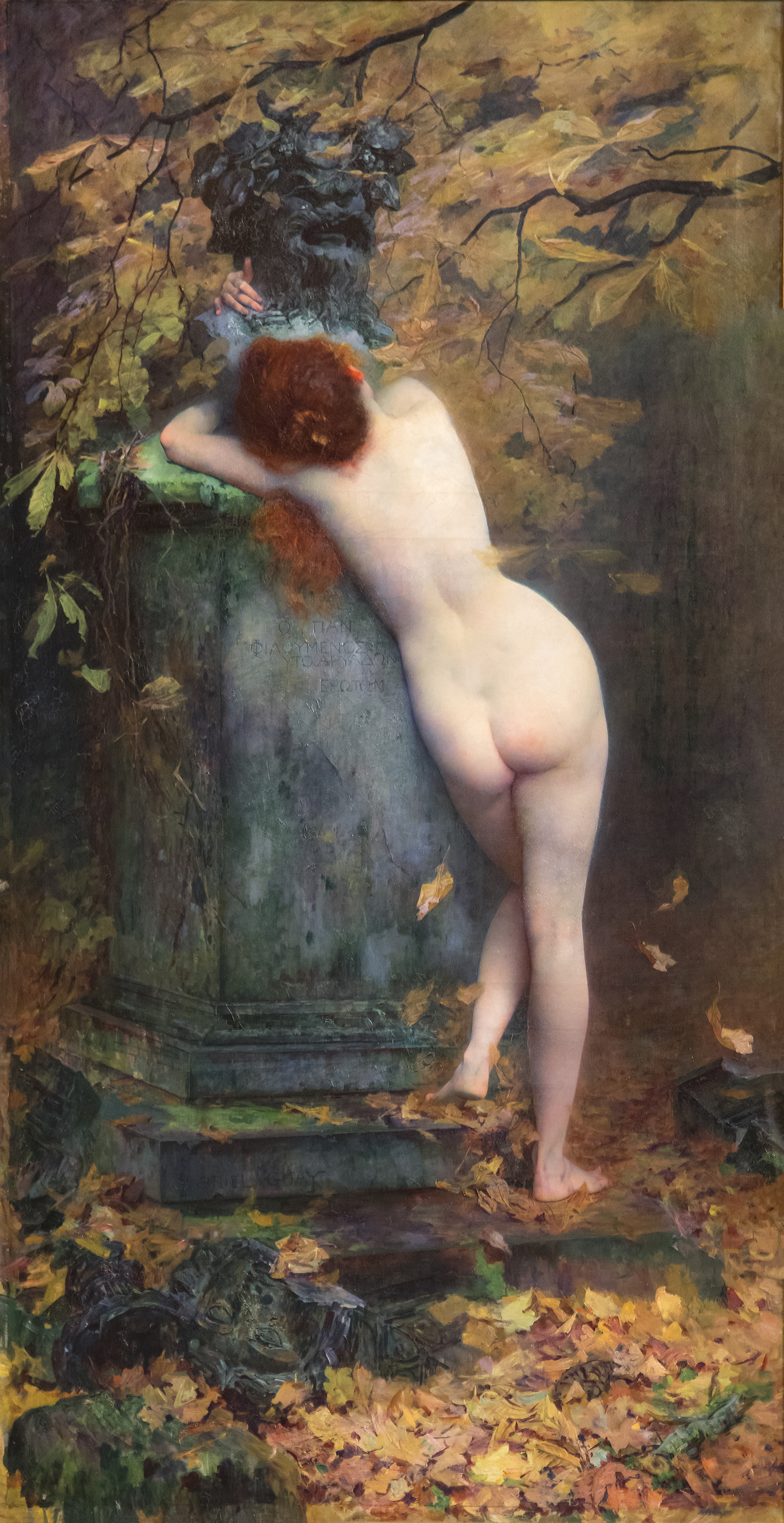

A  drüaszok (Δρυάδες dryasok, dryadok) a fák lelkei a görög mitológiában. A görög drys jelentése „tölgy”, az Indo-Európai nyelvekben  a derew(o)- „fa” vagy „erdő”. Ekképpen a drüaszok speciálisan a tölgyfák nimfái, bár általános értelemben is megjelennek a fák nimfáiként. „Ezek az istenségek sokszor háttérbe szorultak a költeményekben megjelenő és kultuszokban tisztelt isten alakok mögött”.
A kőrisfa nimfáinak neve Meliák. A kőrisfa leányzók (Andraszteia, Ida és Melissza) ringatták és nevelték a kisded Zeuszt, miután Rheia Krétán egy barlangba  rejtette. A Meliák a megcsonkított Uránusz hulló vérének cseppjeiből születtek.
A drüaszok, mint minden nimfa természetfeletti módon nagyon hosszú életűek. Sorsuk összefonódik élőhelyükkel és jellemzően velük együtt lépnek a túlvilágba. A hamadrüaszok oly mértékben integrálódnak a fával amelyben élnek, hogy ha a fa elpusztul ők is vele halnak. Ennek eredményeként a görög istenek megbüntettek minden halandót, aki egy fát bántalmazott anélkül, hogy először kiengesztelte volna a fa nimfáját.
Lásd még Daphné mítoszát, aki hogy megmeneküljön az őt üldöző Apollón elől a babérfa drüaszává változott.

## Híresebb drüaszok
- Meliai a kőrisfa drüádja
- Daphné a babér drüádja
- Leuce a fehér nyárfa drüádja
- Epimeliad az almafa drüádja